# Emblème de la Nouvelle-Calédonie
 (août 2009).
Si vous disposez d'ouvrages ou d'articles de référence ou si vous connaissez des sites web de qualité traitant du thème abordé ici, merci de compléter l'article en donnant les références utiles à sa vérifiabilité et en les liant à la section « Notes et références ».
L'emblème non officiel de la Nouvelle-Calédonie est composé de la coquille d'un nautile, située devant un pin colonnaire (endémique de la Nouvelle-Calédonie) représenté schématiquement et la flèche faîtière d'une case kanak. Dans la partie inférieure, on peut voir la mer avec trois ondes.
La flèche kanak est généralement considérée comme un des principaux emblèmes de la population mélanésienne : elle est présente sur le drapeau indépendantiste mais aussi sur les pavillons officiels des provinces Nord et des Îles Loyauté. 

## Autres symboles
Les éléments de l'emblème sont repris dans le logotype du gouvernement de la Nouvelle-Calédonie. Le Congrès de la Nouvelle-Calédonie utilise une « toutoute » (sorte de conque) comme symbole.

Logo du gouvernement.
Logo du Congrès.